# Wahlkreis Oberpfalz
Der Wahlkreis Oberpfalz ist ein Wahlkreis für die bayerischen Land- und Bezirkstagswahlen. Territorial entspricht er dem bayerischen Bezirk Oberpfalz.

## Stimmkreise
Bis zur Wahl 2008 war der Wahlkreis in neun Stimmkreise eingeteilt. Da die Zahl der wahlberechtigten Einwohner im Vergleich zu den anderen Wahlkreisen abgenommen hatte, wurde zur Wahl 2013 der Stimmkreis Regensburg-Land, Schwandorf aufgelöst und auf die bisherigen Stimmkreise Regensburg-Land-Ost (ab 2013 Stimmkreis Regensburg-Land) und Schwandorf aufgeteilt. Der Stimmkreis Amberg-Sulzbach übernahm einige Gemeinden vom Stimmkreis Schwandorf, der Stimmkreis Regensburg-Land-Ost gab einige an den Stimmkreis Regensburg-Stadt ab, die Stadt Windischeschenbach wechselte vom Stimmkreis Weiden in der Oberpfalz zum Stimmkreis Tirschenreuth. Die Stimmkreisnummern wurden entsprechend angepasst.
| Stimmkreis                      | Anmerkung | 2018   | 2013   | 2008   |
| ------------------------------- | --------- | ------ | ------ | ------ |
| 301 Amberg-Sulzbach             |           | 114500 | 115660 | 098269 |
| 302 Cham                        |           | 101700 | 101939 | 101827 |
| 303 Neumarkt in der Oberpfalz   |           | 101500 | 099154 | 097530 |
| 304 Regensburg-Land             | ab 2013   | 124900 | 123843 |        |
| 304 Regensburg-Land-Ost         | bis 2008  |        |        | 096426 |
| 305 Regensburg-Land, Schwandorf | bis 2008  |        |        | 092412 |
| 305 Regensburg-Stadt            | 2008: 306 | 130900 | 124273 | 099270 |
| 306 Schwandorf                  | 2008: 307 | 114500 | 114203 | 084919 |
| 307 Tirschenreuth               | 2008: 308 | 082400 | 083876 | 081195 |
| 308 Weiden in der Oberpfalz     | 2008: 309 | 085500 | 086253 | 090805 |
| Oberpfalz                       |           | 855900 | 849201 | 842653 |

Die Zahlen der Wahlberechtigten für die Landtagswahl 2018 sind vorläufige Schätzungen.

## Landtagswahlen

### Landtagswahl 2023
Die Einteilung der Stimmkreise blieb in der Oberpfalz im Vergleich zur Landtagswahl 2018 unverändert. Es wurden 18 Mandate in acht Stimmkreisen und zusätzlich zehn Listenmandaten vergeben.
Die Landtagswahl 2023 hatte folgendes Ergebnis in der Oberpfalz:
- Wahlbeteiligung: 74,8 % (+1,9 % zu 2018)
- Stimmberechtigte: 846.760
- Wähler: 633.018
- Ungültige Erststimmen: 3.782
- Gültige Erststimmen: 629.205
- Ungültige Gesamtstimmen: 8.577
- Gültige Gesamtstimmen: 1.257.408

| Partei                | Erststimmen in % | Gesamtstimmen in % | +/- zu 2018 |
| --------------------- | ---------------- | ------------------ | ----------- |
| CSU                   | 38,9             | 38,8               | - 1,1       |
| Freie Wähler          | 18,5             | 18,1               | + 4,1       |
| AfD                   | 17,6             | 17,7               | + 5,4       |
| Bündnis 90/Die Grünen | 9,4              | 9,7                | - 2,7       |
| SPD                   | 7,8              | 7,6                | - 2,0       |
| FDP                   | 2,2              | 2,2                | - 1,4       |
| DIE LINKE             | 1,2              | 1,2                | - 1,7       |
| BP                    | 1,1              | 1,0                | - 1,1       |
| ÖDP                   | 2,2              | 2,1                | + 0,3       |
| V-Partei³             | 0,2              | 0,2                | + 0,1       |
| dieBasis              | 0,8              | 0,8                | + 0,8       |
| Volt                  | 0,3              | 0,4                | + 0,4       |

### Landtagswahl 2018
Im Jahr 2018 bestand der Wahlkreis Oberpfalz aus 8 Stimmkreisen (301 bis 308), unverändert zu 2013.
Dabei stimmten die Stimmkreise Cham (302), Neumarkt in der Oberpfalz (303) und Schwandorf (306) mit den gleichnamigen Landkreisen überein.
Beim Stimmkreis Amberg-Sulzbach (301) kam zum Landkreis die kreisfreie Stadt Amberg hinzu.
Der Landkreis Neustadt an der Waldnaab wurde auf die Stimmkreise Tirschenreuth (307) und Weiden in der Oberpfalz (308) aufgeteilt.
Zum Stimmkreis Regensburg-Stadt (305) wurden noch einige Gemeinden aus dem Landkreis Regensburg hinzugenommen.
Die restlichen Gemeinden des Landkreises Regensburg bilden den Stimmkreis Regensburg-Land (304).
Die Landtagswahl 2018 hatte folgendes Ergebnis:
- Wahlbeteiligung: 73,2 %
- Stimmberechtigte: 849.759
- Wähler: 621.686
- Ungültige Erststimmen: 6.411
- Gültige Erststimmen: 613.812
- Ungültige Gesamtstimmen: 13.297
- Gültige Gesamtstimmen: 1.227.156

| Partei                | Erststimmen in % | Gesamtstimmen in % | +/- zu 2013 |
| --------------------- | ---------------- | ------------------ | ----------- |
| CSU                   | 40,1             | 39,8               | - 10,0      |
| Freie Wähler          | 14,4             | 14,1               | - 1,7       |
| AfD                   | 12,2             | 12,3               | + 12,3      |
| Bündnis 90/Die Grünen | 12,1             | 12,4               | + 6,7       |
| SPD                   | 9,8              | 9,6                | - 9,9       |
| FDP                   | 3,6              | 3,6                | + 1,7       |
| DIE LINKE             | 3,1              | 3,0                | + 1,0       |
| BP                    | 2,1              | 2,1                | - 0,1       |
| ÖDP                   | 1,9              | 1,8                | - 0,9       |
| Piraten               | 0,2              | 0,3                | - 1,6       |
| mut                   | 0,2              | 0,3                | + 0,3       |
| Die PARTEI            | 0,1              | 0,4                | + 0,4       |
| V-Partei³             | 0,1              | 0,2                | + 0,2       |
| Gesundheitsforschung  | 0,0              | 0,1                | + 0,1       |

### Abgeordnete 2018
| Mitglied des Landtages | geb. | Partei                | Stimmkreis                | Erststimmen in % | Bemerkungen  |
| ---------------------- | ---- | --------------------- | ------------------------- | ---------------- | ------------ |
| Alexander Flierl       | 1970 | CSU                   | Schwandorf                | 37,9             | Direktmandat |
| Albert Füracker        | 1968 | CSU                   | Neumarkt in der Oberpfalz | 50,3             | Direktmandat |
| Tobias Gotthardt       | 1977 | Freie Wähler          | Regensburg-Land           |                  |              |
| Joachim Hanisch        | 1948 | Freie Wähler          | Schwandorf                |                  |              |
| Gerhard Hopp           | 1981 | CSU                   | Cham                      | 44,1             | Direktmandat |
| Annette Karl           | 1960 | SPD                   | Weiden in der Oberpfalz   |                  |              |
| Stefan Löw             | 1990 | AfD                   | Tirschenreuth             |                  |              |
| Roland Magerl          | 1973 | AfD                   | Weiden in der Oberpfalz   |                  |              |
| Jürgen Mistol          | 1965 | Bündnis 90/Die Grünen | Regensburg-Stadt          |                  |              |
| Stephan Oetzinger      | 1984 | CSU                   | Weiden in der Oberpfalz   | 39,8             | Direktmandat |
| Kerstin Radler         | 1961 | Freie Wähler          | Regensburg-Stadt          |                  |              |
| Tobias Reiß            | 1968 | CSU                   | Tirschenreuth             | 47,4             | Direktmandat |
| Franz Rieger           | 1959 | CSU                   | Regensburg-Stadt          | 28,2             | Direktmandat |
| Harald Schwartz        | 1969 | CSU                   | Amberg-Sulzbach           | 38,3             | Direktmandat |
| Christoph Skutella     | 1985 | FDP                   | Weiden in der Oberpfalz   |                  |              |
| Sylvia Stierstorfer    | 1963 | CSU                   | Regensburg-Land           | 39,3             | Direktmandat |
| Anna Toman             | 1991 | Bündnis 90/Die Grünen | Tirschenreuth             |                  |              |
| Margit Wild            | 1957 | SPD                   | Regensburg-Stadt          |                  |              |

### Landtagswahl 2013
Im Jahr 2013 bestand der Wahlkreis Oberpfalz aus 8 Stimmkreisen (301 bis 308).
Veränderungen zu 2008: 2008 gab es 9 Stimmkreise, davon 2 für Regensburg-Land: Regensburg-Land-Ost (304) und Regensburg-Land, Schwandorf (305).
2013 gab es nur noch einen Stimmkreis Regensburg-Land (304).
Der gesamte Landkreis Schwandorf wurde nun ein Stimmkreis Schwandorf (306).
Nun stimmten die Stimmkreise Cham (302), Neumarkt in der Oberpfalz (303) und Schwandorf (306) mit den gleichnamigen Landkreisen überein.
Beim Stimmkreis Amberg-Sulzbach (301) kam zum Landkreis die kreisfreie Stadt Amberg hinzu.
Der Landkreis Neustadt an der Waldnaab wurde auf die Stimmkreise Tirschenreuth (307) und Weiden in der Oberpfalz (308) aufgeteilt.
Zum Stimmkreis Regensburg-Stadt (305) wurden noch einige Gemeinden aus dem Landkreis Regensburg hinzugenommen.
Die restlichen Gemeinden des Landkreises Regensburg bilden den Stimmkreis Regensburg-Land (304).
Die Landtagswahl 2013 hatte folgendes Ergebnis:
- Wahlbeteiligung: 63,8 %
- Stimmberechtigte: 849.201
- Wähler: 541.507
- Ungültige Erststimmen: 8.244
- Gültige Erststimmen: 533.229
- Ungültige Gesamtstimmen: 18.355
- Gültige Gesamtstimmen: 1.064607

| Partei                | Erststimmen in % | Gesamtstimmen in % | +/- zu 2008 |
| --------------------- | ---------------- | ------------------ | ----------- |
| CSU                   | 48,5             | 49,9               | + 5,4       |
| SPD                   | 20,1             | 19,5               | + 0,7       |
| Freie Wähler          | 13,3             | 12,4               | - 1,2       |
| Bündnis 90/Die Grünen | 5,5              | 5,7                | + 0,1       |
| ÖDP                   | 2,9              | 2,7                | - 0,0       |
| BP                    | 2,3              | 2,2                | + 1,1       |
| DIE LINKE             | 2,0              | 1,9                | - 2,6       |
| Piraten               | 1,9              | 1,9                | + 1,9       |
| FDP                   | 1,8              | 1,9                | - 4,0       |
| NPD                   | 1,2              | 1,2                | - 0,5       |
| REP                   | 0,6              | 0,7                | - 0,5       |

### Abgeordnete 2013
| Mitglied des Landtages | geb. | Partei                | Stimmkreis                | Erststimmen in % | Bemerkungen  |
| ---------------------- | ---- | --------------------- | ------------------------- | ---------------- | ------------ |
| Petra Dettenhöfer      | 1957 | CSU                   | Weiden in der Oberpfalz   | 47,0             | Direktmandat |
| Alexander Flierl       | 1970 | CSU                   | Schwandorf                | 44,08            | Direktmandat |
| Albert Füracker        | 1968 | CSU                   | Neumarkt in der Oberpfalz | 51,0             | Direktmandat |
| Gerhard Hopp           | 1981 | CSU                   | Cham                      | 48,73            | Direktmandat |
| Annette Karl           | 1960 | SPD                   | Weiden in der Oberpfalz   |                  |              |
| Jürgen Mistol          | 1965 | Bündnis 90/Die Grünen | Regensburg-Stadt          |                  |              |
| Emilia Müller          | 1951 | CSU                   | (kein Stimmkreis)         |                  |              |
| Tobias Reiß            | 1968 | CSU                   | Tirschenreuth             | 54,5             | Direktmandat |
| Franz Rieger           | 1959 | CSU                   | Regensburg-Stadt          | 42,5             | Direktmandat |
| Franz Schindler        | 1956 | SPD                   | Schwandorf                |                  |              |
| Harald Schwartz        | 1969 | CSU                   | Amberg-Sulzbach           | 47,0             | Direktmandat |
| Tanja Schweiger        | 1978 | Freie Wähler          | Regensburg-Land           |                  |              |
| Sylvia Stierstorfer    | 1963 | CSU                   | Regensburg-Land           | 49,5             | Direktmandat |
| Reinhold Strobl        | 1950 | SPD                   | Amberg-Sulzbach           |                  |              |
| Karl Vetter            | 1953 | Freie Wähler          | Cham                      |                  |              |
| Margit Wild            | 1957 | SPD                   | Regensburg-Stadt          |                  |              |

### Landtagswahl 2008
Die Landtagswahl 2008 hatte folgendes Ergebnis:
- Wahlbeteiligung: 58,2 %
- Stimmberechtigte: 842.653
- Wähler: 490.652
- Ungültige Erststimmen: 6.415
- Gültige Erststimmen: 484.219
- Ungültige Gesamtstimmen: 16.159
- Gültige Gesamtstimmen: 965.101

| Partei                | Erststimmen in % | Gesamtstimmen in % | Sitze | davon Direktmandate | +/- zu 2003 | Sitzveränderung |
| --------------------- | ---------------- | ------------------ | ----- | ------------------- | ----------- | --------------- |
| CSU                   | 42,7             | 44,5               | 9     | 9                   | − 18,1      | − 3             |
| SPD                   | 19,4             | 18,9               | 4     | –                   | − 0,4       | –               |
| Bündnis 90/Die Grünen | 5,5              | 5,6                | 1     | –                   | + 0,6       | –               |
| Freie Wähler          | 14,7             | 13,6               | 3     | –                   | + 8,4       | + 3             |
| FDP                   | 6,0              | 5,8                | 1     | –                   | + 4,1       | + 1             |
| REP                   | 1,2              | 1,2                | –     | –                   | − 1,1       | –               |
| ödp                   | 2,8              | 2,7                | –     | –                   | 0,0         | –               |
| BP                    | 1,2              | 1,1                | –     | –                   | + 0,2       | –               |
| BüSo                  | –                | –                  | –     | –                   | − 0,1       | –               |
| Die Linke             | 4,5              | 4,5                | –     | –                   | + 4,5       | –               |
| NPD                   | 1,8              | 1,7                | –     | –                   | + 1,7       | –               |

### Abgeordnete 2008
| Mitglied des Landtages   | geb. | Partei                | Stimmkreis                  | Erststimmen in % | Bemerkungen  |
| ------------------------ | ---- | --------------------- | --------------------------- | ---------------- | ------------ |
| Thomas Dechant           | 1968 | FDP                   | Regensburg-Land, Schwandorf |                  |              |
| Petra Dettenhöfer        | 1957 | CSU                   | Weiden in der Oberpfalz     | 38,8             | Direktmandat |
| Heinz Donhauser          | 1951 | CSU                   | Amberg-Sulzbach             | 42,1             | Direktmandat |
| Albert Füracker          | 1968 | CSU                   | Neumarkt in der Oberpfalz   | 49,5             | Direktmandat |
| Joachim Hanisch          | 1953 | Freie Wähler          | Regensburg-Land, Schwandorf |                  |              |
| Annette Karl             | 1960 | SPD                   | Weiden in der Oberpfalz     |                  |              |
| Philipp Graf Lerchenfeld | 1952 | CSU                   | Regensburg-Land, Schwandorf | 38,9             | Direktmandat |
| Tobias Reiß              | 1968 | CSU                   | Tirschenreuth               | 47,3             | Direktmandat |
| Franz Rieger             | 1959 | CSU                   | Regensburg-Stadt            | 39,0             | Direktmandat |
| Markus Sackmann          | 1961 | CSU                   | Cham                        | 45,2             | Direktmandat |
| Maria Scharfenberg       | 1952 | Bündnis 90/Die Grünen | Regensburg-Stadt            |                  |              |
| Franz Schindler          | 1956 | SPD                   | Schwandorf                  |                  |              |
| Tanja Schweiger          | 1978 | Freie Wähler          | Regensburg-Land-Ost         |                  |              |
| Sylvia Stierstorfer      | 1963 | CSU                   | Regensburg-Land-Ost         | 41,2             | Direktmandat |
| Reinhold Strobl          | 1950 | SPD                   | Amberg-Sulzbach             |                  |              |
| Karl Vetter              | 1953 | Freie Wähler          | Cham                        |                  |              |
| Margit Wild              | 1957 | SPD                   | Regensburg-Stadt            |                  |              |
| Otto Zeitler             | 1944 | CSU                   | Schwandorf                  | 41,6             | Direktmandat |

### Landtagswahlen Gesamtstimmen 1986 bis 2018
| CSU 1986–2018 60% 50% 40% 30% 20% 10% 0% 8690949803081318 | SPD 1986–2018 35%30% 25%20% 15%10% 5% 0% 8690949803081318 | FDP 1986–2018 8% 6% 4% 2% 0% 8690949803081318 |
| AfD 2018 15%10% 5% 0% 18                                  | FW 1998–2018 15%10% 5% 0% 9803081318                      | Grüne 1986–2018 15%10% 5% 0% 8690949803081318 |

## Bezirkswahlen

### Bezirkswahl 2018
Die Bezirkswahl 2018 hatte folgendes Ergebnis:
- Wahlbeteiligung: 72,36 %
- Stimmberechtigte: 857.364
- Wähler: 620.358
- Ungültige Erststimmen: 7.176
- Gültige Erststimmen: 611.883
- Ungültige Gesamtstimmen: 16.264
- Gültige Gesamtstimmen: 1.220.827

| Partei                | Erststimmen in % | Gesamtstimmen in % | +/- zu 2013 |
| --------------------- | ---------------- | ------------------ | ----------- |
| CSU                   | 37,29            | 37,52              | - 10,09     |
| Freie Wähler          | 18,56            | 17,61              | + 4,99      |
| AfD                   | 11,68            | 11,98              | + 11,68     |
| Bündnis 90/Die Grünen | 11,20            | 11,62              | + 5,19      |
| SPD                   | 9,81             | 9,27               | - 10,54     |
| FDP                   | 3,44             | 3,47               | + 1,41      |
| DIE LINKE             | 2,88             | 3,02               | + 0,97      |
| ödp                   | 2,56             | 2,54               | - 0,46      |
| BP                    | 2,18             | 2,27               | - 0,08      |
| Piraten               | 0,31             | 0,49               | - 1,64      |
| V-Partei³             | 0,10             | 0,21               | + 0,21      |

### Abgeordnete 2018
| Mitglied des Bezirkstages | Partei                | Stimmkreis                | Erststimmen in % | Bemerkungen  |
| ------------------------- | --------------------- | ------------------------- | ---------------- | ------------ |
| Gabriele Bayer            | Bündnis 90/Die Grünen |                           |                  |              |
| Stefan Christoph          | Bündnis 90/Die Grünen |                           |                  |              |
| Toni Dutz                 | CSU                   | Tirschenreuth             | 43,93            | Direktmandat |
| Thomas Ebeling            | CSU                   | Schwandorf                | 44,01            | Direktmandat |
| Richard Gaßner            | SPD                   |                           |                  |              |
| Lothar Höher              | CSU                   | Weiden in der Oberpfalz   | 42,48            | Direktmandat |
| Franz Löffler             | CSU                   | Cham                      | 46,27            | Direktmandat |
| Andreas Michelson         | Freie Wähler          |                           |                  |              |
| Marina Mühlbauer          | DIE LINKE             |                           |                  |              |
| Wolfgang Pöschl           | AfD                   |                           |                  |              |
| Stefan Potschaski         | FDP                   |                           |                  |              |
| Martin Preuß              | CSU                   | Amberg-Sulzbach           | 34,60            | Direktmandat |
| Heidi Rackl               | CSU                   | Neumarkt in der Oberpfalz | 36,05            | Direktmandat |
| Johann Rentner            | CSU                   | Regensburg-Stadt          | 28,18            | Direktmandat |
| Brigitte Scharf           | SPD                   |                           |                  |              |
| Karl Schmid               | AfD                   |                           |                  |              |
| Tanja Schweiger           | Freie Wähler          | Regensburg-Land           | 33,95            | Direktmandat |
| Thomas Thumann            | Freie Wähler          |                           |                  |              |